# Chuanshan

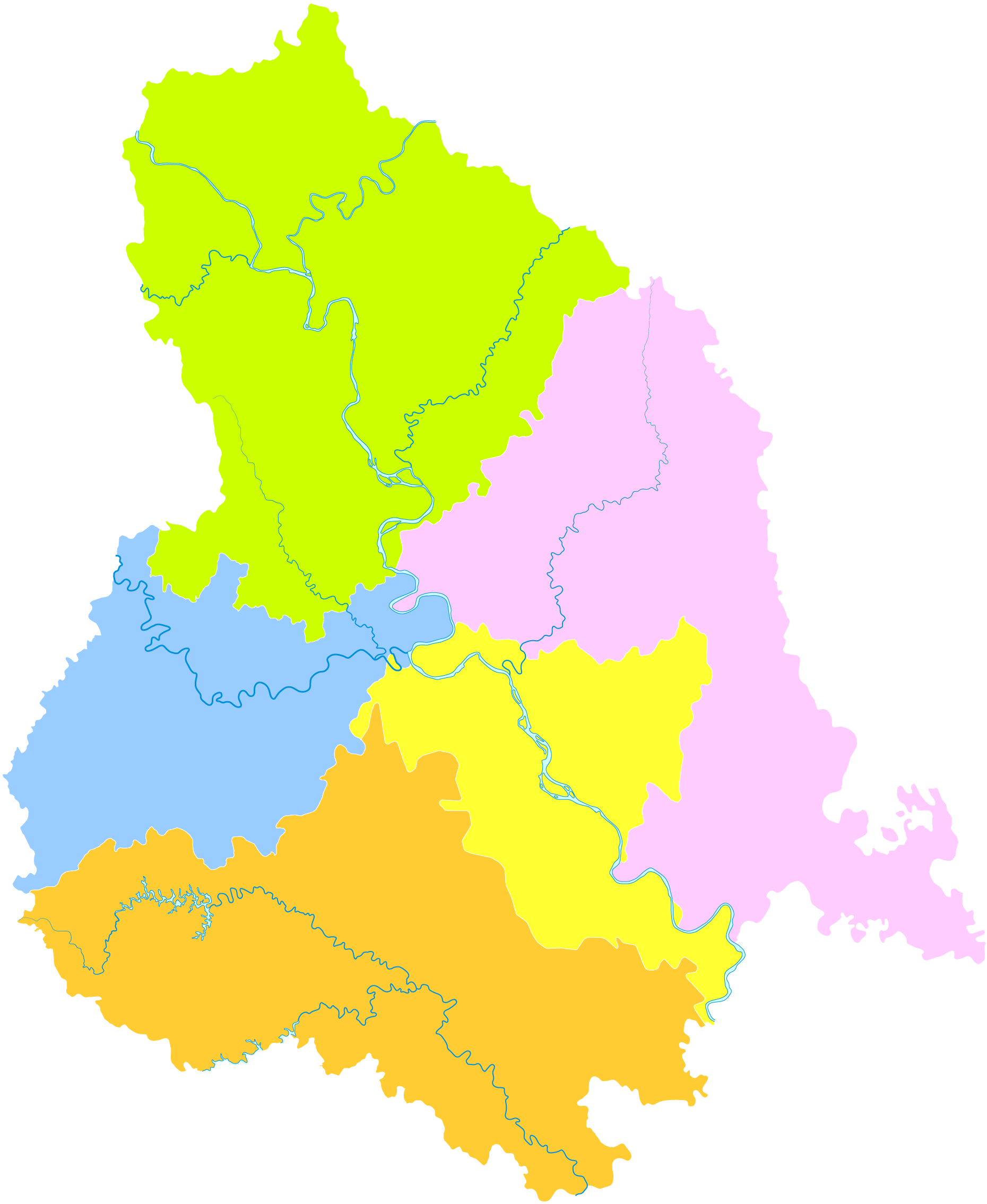
Lage des Stadtbezirks Chuanshan im Gebiet der bezirksfreien Stadt Suining

Der Stadtbezirk Chuanshan (chinesisch 船山区, Pinyin Chuánshān Qū) ist ein Stadtbezirk der bezirksfreien Stadt Suining in der südwestchinesischen Provinz Sichuan. Er hat eine Fläche von 608,8 km² und zählt 832.863 Einwohner (Stand: Zensus 2020). Er ist das politische, wirtschaftliche und kulturelle Zentrum von Suining. 

## Geographie
Der Stadtbezirk liegt in der Mitte des Sichuan-Beckens zwischen Chengdu und Chongqing, beide Städte sind etwa 130 km entfernt. Damit wird der Stadtbezirk zu einem bedeutenden Verkehrsknotenpunkt zwischen den beiden Städten. Der Fu Jiang fließt auf 67 km durch den Stadtbezirk. Seit der Östlichen Jin-Dynastie vor 1600 Jahren ist Chuanshan als Kreis oder Bezirk bekannt.
Auf dem Gebiet der Stadt liegen berühmte natürliche und kulturelle Sehenswürdigkeiten, zum Beispiel die alte Stadt Longfeng (龙凤古镇), der Lotus-Park (世界荷花博览园), das Jiulianzhou-Feuchtgebiet (九莲洲生态湿地公园), und das Shili He Hua (十里荷画 – „Zehn-Meter-Lotus-Gemälde“). Der Guangde-Tempel (广德寺,  guǎngdé sì) steht auf der Liste der Denkmäler der Volksrepublik China.

## Wirtschaft
Die Landwirtschaft produziert Schweine, Gemüse und Kräuter für die traditionelle chinesische Medizin. Chuanshan ist berühmt für den Anbau des Sibirischen Engelwurz. 
Im Stadtbezirk gibt es Erdgas- und Salzlagerstätten.

## Administrative Gliederung
Auf Gemeindeebene setzt sich der Stadtbezirk aus 15 Straßenvierteln, sieben Großgemeinden und fünf Gemeinden zusammen Diese sind:
- Straßenviertel Nanjinlu (南津路街道)
- Straßenviertel Kaixuanlu (凯旋路街道)
- Straßenviertel Gaoshengjie (高升街街道)
- Straßenviertel Zhenjiangsi (镇江寺街道)
- Straßenviertel Yucailu (育才路街道)
- Straßenviertel Jiefulu (介福路街道)
- Straßenviertel Jiahe (嘉禾街道)
- Straßenviertel Guangde (广德街道)
- Straßenviertel Fuyuanlu (富源路街道)
- Straßenviertel Longping (龙坪街道)
- Straßenviertel Lingguan (灵泉街道)
- Straßenviertel Ciyin (慈音街道)
- Straßenviertel Jiulian (九莲街道)
- Straßenviertel Nanqian (南强街道)
- Straßenviertel Jinjiagou (金家沟街道)

- Großgemeinde Nanqiang (南强镇)
- Großgemeinde Renli (仁里镇)
- Großgemeinde Fuqiao (复桥镇)
- Großgemeinde Yongxing (永兴镇)
- Großgemeinde Hesha (河沙镇)
- Großgemeinde Xinqiao (新桥镇)
- Großgemeinde Guihua (桂花镇)

- Gemeinde Xining (西宁乡)
- Gemeinde Laochi (老池乡)
- Gemeinde Baosheng (保升乡)
- Gemeinde Tangjia (唐家乡)
- Gemeinde Beigu (北固乡)

2003 wurde die Einteilung auf Kreisebene aufgestellt. Die Großgemeinde Nianqian hieß bis 2010 Longfeng (龙凤镇). Die Straßenviertel Nanqian und Jinjiagou wurden vom Straßenviertel Fuyuan 2013 beziehungsweise 2018 abgeteilt.